# Ходейково
Ходейково — село в Глушковском районе Курской области. Входит в состав Марковского сельсовета.

## География
Село находится в бассейне Сейма, в 1 км от российско-украинской границы, в 138 км к юго-западу от Курска, в 27 км к северо-западу от районного центра — посёлка городского типа Глушково, в 3 км от центра сельсовета — села Дроновка.
Климат
Ходейково, как и весь район, расположено в поясе умеренно континентального климата с тёплым летом и относительно тёплой зимой (Dfb в классификации Кёппена).
Часовой пояс
Село Ходейково, как и вся Курская область, находится в часовой зоне МСК (московское время). Смещение применяемого времени относительно UTC составляет +3:00.

## Население
| 2002 | 2010 |
| ---- | ---- |
| 98   | ↘43  |

## Инфраструктура
Личное подсобное хозяйство. В селе 34 дома.

## Транспорт
Ходейково находится в 11 км от автодороги регионального значения 38К-040 (Хомутовка — Рыльск — Глушково — Тёткино — граница с Украиной), в 2 км от автодороги межмуниципального значения 38Н-123 (Карыж — ст. Неониловка возле одноимённого села — граница с Украиной), в 4 км от ближайшего ж/д остановочного пункта Неониловка (линия Хутор-Михайловский — Ворожба).
В 183 км от аэропорта имени В. Г. Шухова (недалеко от Белгорода).